# Зененко, Пётр Михайлович
Петр Михайлович Зененко (27 ноября 1887, Кишинев, Российская империя — 27 июня 1971, Херсон, УССР, СССР) — российский, болгарский и советский художник, работавший в Кишинёве, Бухаресте, Софии, Москве и Херсоне. Область творчества монументально-декоративное искусство мозаика, интарсия), член Союза художников Украины.

## Биография
Родился 27 ноября 1887 года в Кишинёве. Происходил из дворянского рода, окончил 2-й Московский кадетский корпус, продолжил обучение в Петербурге в инженерном училище. Участвовал в Первой мировой войне, служил штабс-капитаном в 38-й отдельной саперной роте на Юго-Западном фронте.
В 1918-19 был в Бессарабии, оккупированной Румынией. Отказавшись служить в Румынcкой армии бежал в Болгарию.
В Софии прожил 28 лет, приобрел вторую профессию, учился у художника В.П Ковалевского. Для выполнения ряда больших заказов при подготовке Всемирного фестиваля молодежи и студентов в Бухаресте в 1952 году был приглашен в Румынию. В соавторстве с румынскими мастерами оформил мозаичное панно на главном стадионе.
В 1955 году возвращается в Кишинёв. Работает и участвует в художественных выставках. В эти же годы было исполнено панно «Залп Авроры» (флорентийская мозаика) в соавторстве с ленинградскими художниками для станции метро «Балтийская».
Последние 11 лет жизни художник жил и работал в Херсоне. В 1960 году вступил в Союз художников Украины.
Умер 27 июня 1971 года в Херсоне.